# TV Tokyo
 (novembre 2020).
Si vous disposez d'ouvrages ou d'articles de référence ou si vous connaissez des sites web de qualité traitant du thème abordé ici, merci de compléter l'article en donnant les références utiles à sa vérifiabilité et en les liant à la section « Notes et références ».
TV Tokyo Corporation (ou TX) (株式会社テレビ東京, Kabushiki Gaisha Terebi Tōkyō); (litt. « Société Télé Tokyo »), est une chaîne de télévision japonaise du réseau TXN, basé au Japon.

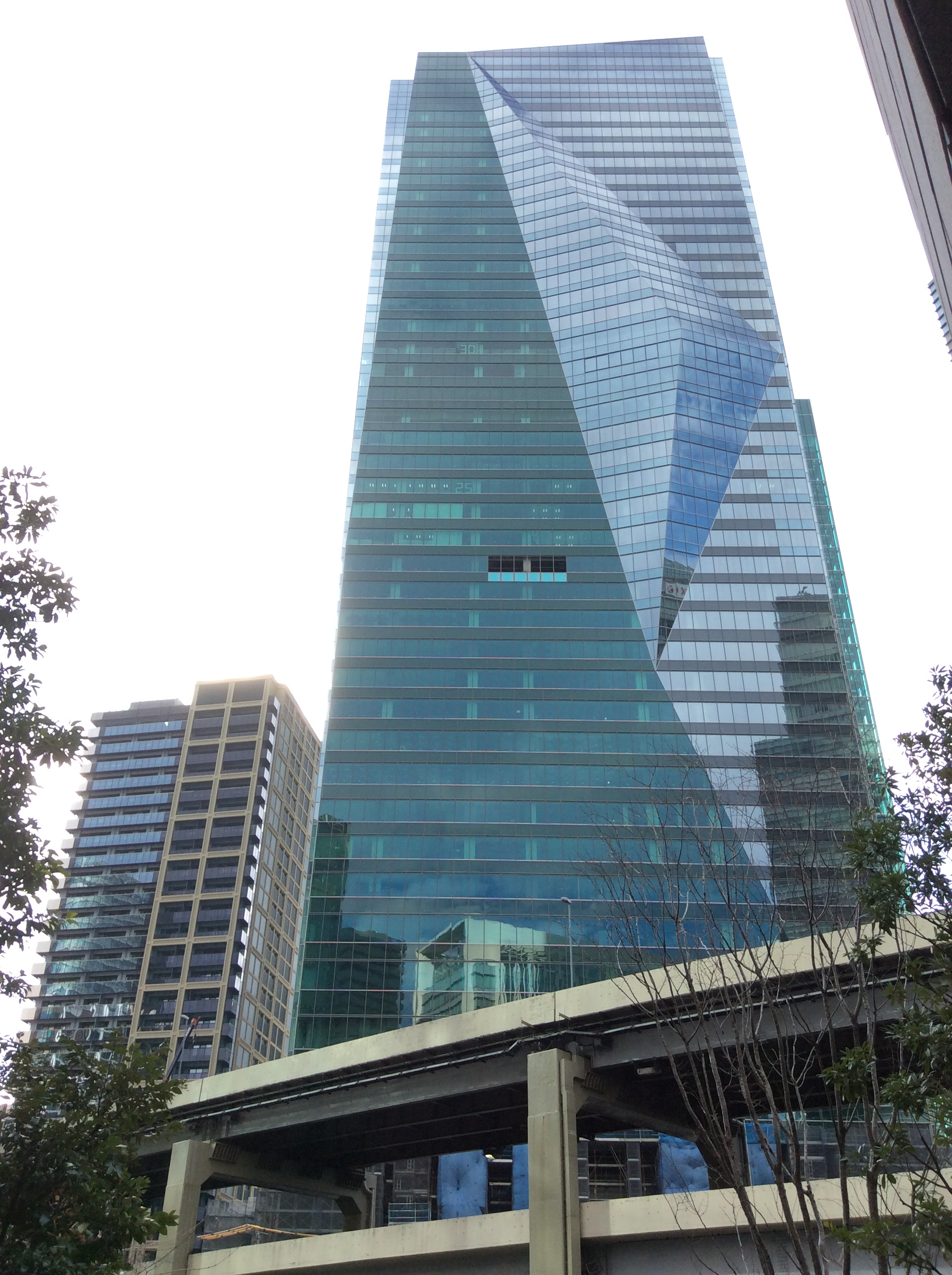
TX.

TV Tokyo est une chaîne de télévision japonaise, créée le 12 avril 1964. Elle est diffusée sur le réseau analogique et numérique japonais. Elle est aussi connue sous le nom de Teleto (テレ東, Teretō), une formation des deux mots « Terebi » et « Tokyo ».

## Histoire
TV Tokyo a été créée par la Japan Science Foundation en 1951 et a commencé à émettre sous le nom de Science TV Tokyo Channel 12 Television (科学テレビ東京12チャンネルテレビ, Kagaku Terebi Tōkyō Jūni-channeru Terebi) le 12 avril 1964. Elle tire son nom de sa fréquence VHF, le canal 12. Elle a failli faire faillite en 1968 ; le 1er juillet de cette année-là, une société à responsabilité limitée, Tokyo Channel 12 Production, a été créée avec l'aide du Nikkei et du Mainichi Broadcasting System.
En 1969, le Nikkei et le MBS signent un protocole d'accord qui stipule que Tokyo Channel 12 doit partager ses programmes avec Nihon Educational Television (NET, aujourd'hui TV Asahi). Il s'agit d'une alliance de fait qui dure jusqu'en 1975.
En octobre 1977, Tokyo Channel 12 Production a été rebaptisée Tokyo Channel 12, Ltd. (株式会社東京12チャンネル, Kabushiki-gaisha Tōkyō Jūni-channeru) ; et raccourcit le nom de la chaîne en Tokyo Channel 12 (東京12チャンネル, Tōkyō Jūni-channeru), en supprimant "Science TV" de son nom. À la même époque, la chaîne déménage dans le parc Shiba. Un mois plus tard, elle devient une chaîne de télévision généraliste au même titre que NET. Le 1er avril 1978, Tokyo lance une nouvelle société de production, Softx.
En 1981, elle a de nouveau été rebaptisée, cette fois en Television Tokyo Channel 12, Ltd. (TV Tokyo) ; le nom japonais actuel de la société a également été adopté la même année.
En 1983, TV Tokyo a formé le Mega TON Network (aujourd'hui TX Network) avec TV Osaka et Aichi Television Broadcasting. La société a transféré son siège social de Shiba Park à Toranomon en décembre 1985. Le 4 octobre 1999, la société de production Softx de Tokyo a été rebaptisée TV Tokyo MediaNet. En 2004, TV Tokyo MediaNet a été abrégé en MediaNet. Le 25 juin 2004, la société a pris son nom anglais actuel, TV Tokyo Corporation. Après la transition numérique, la chaîne a commencé à émettre sur le canal numérique 7. Le 7 novembre 2016, TV Tokyo a déménagé son siège dans le nouveau bâtiment de Sumitomo Fudosan Roppongi Grand Tower à partir de ses anciens studios à Toranomon. La chaîne a d'abord utilisé un logo de style Cercle 7 pour diffuser des programmes animés. La mascotte de la chaîne est une banane de dessin animé avec des yeux, un nez et une bouche qui est pliée en 7, nommée Nanana (ナナナ).

### BS TV Tokyo
L'opérateur de radiodiffusion BS Japan, abrégée BSJ (aujourd'hui BS TV Tokyo), a été lancée en décembre 2000. La diffusion simultanée de programmes diffusés sur TV Tokyo était la principale caractéristique de la chaîne.
Cependant, la station a reçu de vives protestations de la part de l'Association japonaise de l'industrie musicale et d'autres organismes au sujet de la diffusion simultanée et, par conséquent, immédiatement après l'ouverture de la station, la diffusion simultanée avec la radiodiffusion terrestre a été progressivement réduite. En outre, sur la base d'un accord avec l'Association japonaise de l'industrie musicale, certains programmes ont dû être diffusés avec un décalage d'un jour ou jusqu'à 1 an,.
Le 31 mai 2007, lors d'une conférence de presse régulière, le président Sadahiko Sugaya a illustré le concept d'extension de la zone aux préfectures de Miyagi, Shizuoka, Hiroshima, Kyoto et Hyogo. Il convient de noter que ce projet n'a pas été officiellement approuvé en tant que plan d'entreprise de TV Tokyo et qu'aucun progrès concret n'a été réalisé depuis lors.
Le 1er octobre 2018, le nom de la société a été changé en BS TV Tokyo et l'abréviation et le nom du service en BS Teletech. En conséquence, toutes les stations BS affiliées à des radiodiffuseurs commerciaux clés ont unifié leurs noms de station en combinant "BS" et "nom de la station de radiodiffusion terrestre".

## Identité visuelle

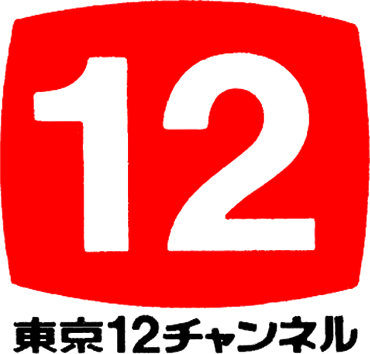
Logo de Tokyo Channel 12 de 1973 au 1er octobre 1981.
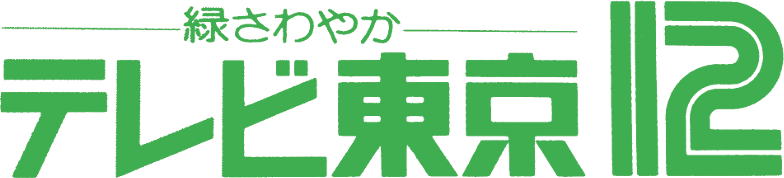
Logo de TV Tokyo du 1er octobre 1981 au 11 décembre 1985.
Logo de TV Tokyo du 1er octobre 1998 au 12 novembre 2023.
Ancien logo de TV Tokyo HD.
Logo actuel de TV Tokyo.
Logo actuel alternatif de TV Tokyo.

## Programmes
La chaîne diffuse principalement des anime, des séries, des dramas et divers autres programmes de divertissements. Elle appartient à Nihon Keizai Shimbun et Mainichi Broadcasting System.

### Anime
Depuis ses débuts, TV Tokyo a toujours diffusé des anime, en général plus que les autres chaînes japonaises (comme TBS, TV Asahi...). Ces anime ont en partie fait la réputation de la chaîne.